# Anasarca
Anasarca je německá death metalová kapela z Emdenu ve Východním Frísku. Byla založena roku 1995 zpěvákem a kytaristou Michaelem Dormannem a bubeníkem Heinerem Saligerem, kteří do té doby působili v kapele Vomiting Corpses. Název je podle těžké formy otoku – anasarka (řecky sarx, sarkos znamená maso; původně hydrops ana sarka, tedy zmnožení vody v buněčné tkáni, doslova v mase).
Debutové studiové album Godmachine vyšlo v roce 1998 pod hlavičkou španělského vydavatelství Repulse Records. K roku 2023 má kapela na svém kontě celkem čtyři regulérní alba plus další nahrávky.

## Diskografie
Dema
- Condemned Truth (1995)
- Godmachine  (1996)
- Survival Mode (2015)

Studiová alba
- Godmachine  (1998)
- Moribund (2000)
- Dying (2004)
- Survival Mode (2017)

Split nahrávky
- Riding into the Funeral Paths / Godmachine (2003) – split 2CD se španělskou kapelou Ouija